# Sozialbutter
Sozialbutter war der Begriff für subventionierte und dadurch verbilligte Butter gemäß der EG-Verordnung 1898/2005 (früher EWG-Verordnung 2191/81 Kapitel IV) und der deutschen „Milchfett-Verbrauch-Verbilligungsverordnung“ (MilchFettVerbrV) für soziale Einrichtungen (z. B. Krankenhäuser, Reha-Zentren, Alten- und Pflegeheime und Ähnliche), soweit diese Gemeinschaftsverpflegung ausgaben. Die Beihilfe betrug 40 Euro pro 100 kg Butter (Stand 1. März 2007). Die Beihilfemaßnahme wurde mit Wirkung zum 1. Juli 2009 abgeschafft.
Um die ungesalzene Sozialbutter beziehen zu können, war ein Berechtigungsschein der Bundesanstalt für Landwirtschaft und Ernährung (BLE) notwendig, der dem Träger der Einrichtung oder der für diesen tätigen Zentralküche bzw. Cateringfirma gegen Vorlage eines Nachweises der Gemeinnützigkeit (§ 9 Nr. 1 MFVV) oder Nachweis eines „alternativen Tatbestandes“ (§ 9 Nr. 2-4 MFVV) ausgestellt wurde. Anträge wurden ab einer Bezugsmenge von 500 kg akzeptiert. Der Bezug war nur über gesondert zur Abgabe zugelassene Lieferanten von Markenbutter (z. B. Molkereien, Frischdienste, Großhändler) möglich.
Die Höchstbezugsmenge war auf zwei Kilogramm Sozialbutter pro Person und Monat beschränkt. Die Verpackung der Butter musste extra gekennzeichnet sein und die Butter getrennt gelagert werden. Über die Verwendung war genau Buch zu führen, die Verwendung außerhalb des sozialen Zweckes (z. B. in einem Krankenhauscafé) oder der Weiterverkauf waren verboten.
Da der Verwaltungsaufwand im Vergleich zur erzielten Vergünstigung relativ hoch war, verzichteten manche berechtigte Einrichtungen auf den Bezug.
Ein weiterer Grund für die Vergünstigung war der Versuch, den „Butterberg“ in der EU abzubauen.